# N0n
n0n – drugi album studyjny australijskiej grupy muzycznej The Amenta. Wydawnictwo ukazało się 20 października 2008 roku nakładem wytwórni muzycznej Listenable Records. Nagrania zostały zarejestrowane w siedmiu studiach nagraniowych w trzech krajach. Miksowanie odbyło się w 2008 roku w The Vault Studios w Sydney we współpracy z inżynierem Lachlanem Mitchellem. Z kolei mastering w Studios 301 wykonał Steve Smart. Gościnnie w nagraniach wzięli udział m.in.: Adam „Nergal” Darski z zespołu Behemoth, Jason Mendonca z Akercocke, Alex Pope z grupy Ruins oraz Alice Daquet (Sir Alice). W ramach promocji do utwory „Vermin” został zrealizowany teledysk.

## Lista utworów
Opracowano na podstawie materiału źródłowego.
1. „On” (Krafczyk, Miehs, Harrison, Pope, Haley) – 0:44
2. „Junky” (Krafczyk, Miehs, Harrison, Pope, Haley) – 4:56
3. „Vermin” (Krafczyk, Miehs, Harrison, Pope, Haley) – 4:02
4. „Entropy” (Krafczyk, Miehs, Harrison, Pope, Haley) – 1:44
5. „Slave” ft. Adam „Nergal” Darski (Krafczyk, Miehs, Harrison, Pope, Haley) – 5:11
6. „Whore” ft. Jason Mendonca (Krafczyk, Miehs, Harrison, Pope, Haley) – 4:55
7. „Spine” ft. Nathan Wyner (Krafczyk, Miehs, Harrison, Pope, Haley) – 4:07
8. „Skin” ft. Alice Daquet, Nathan Jenkins, Nick Readh (Krafczyk, Miehs, Harrison, Pope, Haley) – 3:24
9. „Dirt” ft. Alex Pope (Krafczyk, Miehs, Harrison, Pope, Haley) – 5:53
10. „Atrophy” (Krafczyk, Miehs, Harrison, Pope, Haley) – 1:47
11. „Cancer” (Krafczyk, Miehs, Harrison, Pope, Haley) – 5:22
12. „Rape” (Krafczyk, Miehs, Harrison, Pope, Haley) – 6:53

## Twórcy
Opracowano na podstawie materiału źródłowego.

- Jarrod Krafczyk – wokal prowadzący
- Erik Miehs – gitara rytmiczna, gitara prowadząca
- Dale Harrison – gitara basowa
- Timothy Pope – keyboard, sampler
- David Haley – perkusja
- Adam „Nergal” Darski – gościnnie wokal wspierający
- Alice Daquet – gościnnie wokal wspierający
- Nathan Wyner – gościnnie wokal wspierający
- Alex Pope – gościnnie wokal wspierający
- Nathan Jenkins – gościnnie gitara basowa
- Jason Mendonca – gościnnie wokal prowadzący, wokal wspierający
- Nick Readh – gościnnie perkusja
- Steve Smart – mastering
- Lachlan Mitchell – miksowanie, inżynieria dźwięku
- Chad Halford – inżynieria dźwięku